# Large Black

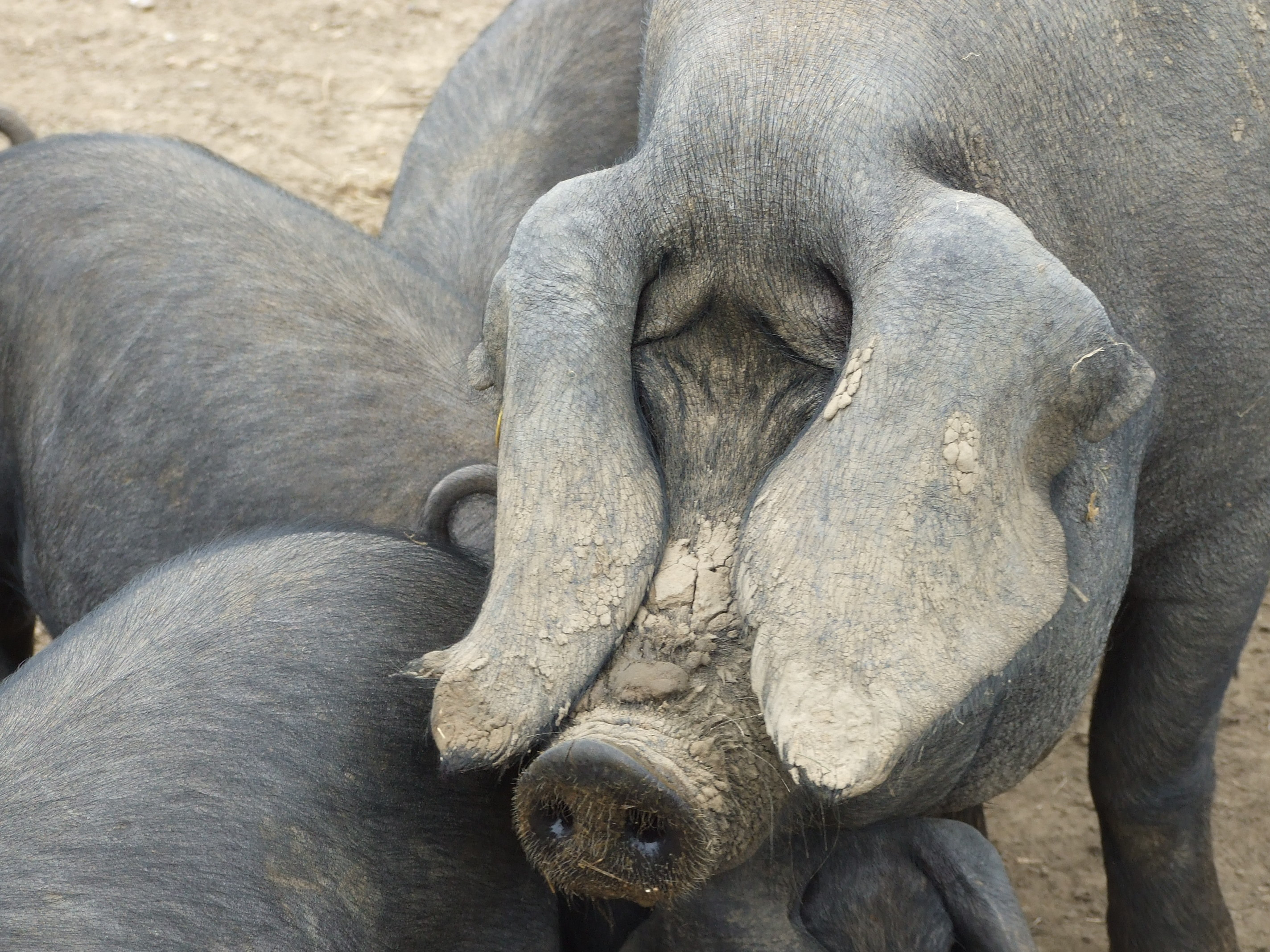
En sugga omgiven av unggrisar. Rasen har stora, hängande öron, vilket ses här.

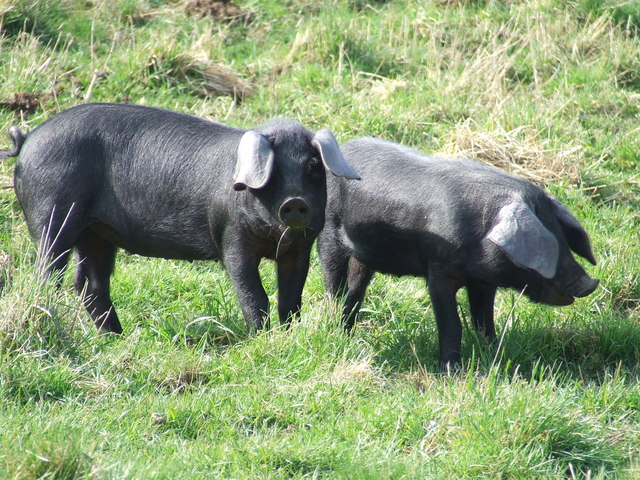
Unga grisar, Large Black.

Large Black är en brittisk ras av tamsvin. Den är den enda inhemska brittiska svinrasen som är helt svart. Rasen avlades fram under slutet av 1800-talet och blev populär och exporterades även till andra länder, men efter andra världskriget minskade rasen, sedan de brittiska grisbönderna 1955 i en rapport av Harold Howitt (Howitt-rapporten) rekommenderats att fokusera på tre raser (Large White, Landrace och Welsh) för att kunna konkurrera med grisbönderna i kontinentala Europa. Rasen var mycket hotad omkring 1970-talet och den ses ännu idag som en sårbar ras av Rare Breeds Survival Trust (RBST), en brittisk organisation som arbetar för att bevara brittiska husdjursraser.
Large Black är en stor och härdig ras. En galt väger omkring 350 kg och en sugga väger omkring 300 kg. Rasen har ett fogligt temperament och är trots storleken därför lätt att hantera. Förutom den helt svarta färgen är stora hängande öron ett utmärkande drag för rasen. Suggorna får i genomsnitt 8 eller 9 kultingar per kull och har goda modersegenskaper.
Rasen blev i Sverige känd som det "stora svarta engelska svinet", och även, efter vad rasen kallades för i Tyskland, Cornwall-rasen eller Cornwallsvinet.